# Bocking
Bocking is een gehucht in het Engelse district Braintree in het graafschap Essex. Een landhuis uit de tweede helft van de zestiende eeuw, met de naam 'Bocking Hall', heeft een vermelding op de Britse monumentenlijst. In 1870-72 telde het toen nog zelfstandige dorp 3555 inwoners.